# Базанов, Павел Павлович
Павел Павлович Базанов (род. 10 мая 1986) — российский самбист и дзюдоист, бронзовый призёр первенства России по дзюдо среди юниоров, серебряный призёр чемпионата России по дзюдо 2007 года, мастер спорта России по дзюдо. По дзюдо выступал во второй средней (до 90 кг) и полутяжёлой (до 100 кг) весовых категориях.

## Спортивные результаты
- Первенство России по дзюдо среди юниоров 2005 года, Пермь — ;
- Чемпионат России по дзюдо 2007 года, Санкт-Петербург — ;
- Мемориал Владимира Гулидова 2010 года, Красноярск — ;
- Чемпионат МВД России по самбо 2010 года, Москва — 12 место;